# Labatut-Rivière
Labatut-Rivière település Franciaországban, Hautes-Pyrénées megyében. Lakosainak száma 386 fő (2022. január 1.). Labatut-Rivière Hères, Armentieux, Ladevèze-Ville, Tieste-Uragnoux, Auriébat, Caussade-Rivière, Estirac és Soublecause községekkel határos.

## Népesség
A település népességének változása:
| Lakosok száma | 418  | 425  | 413  | 397  | 387  | 385  | 381  | 377  | 386  |
|               | 2013 | 2015 | 2016 | 2017 | 2018 | 2019 | 2020 | 2021 | 2022 |